# NGC 5242
NGC 5242 је ознака објекта на координатама са ректансцензијом 13h 37m 7,3s и деклинацијом + 2° 46" 14'. Открио га је Џон Хершел, 10. априла 1828. Каснијим посматрањима на том положају није уочен никакав астрономски објекат.